# Liste der Naturdenkmale im Landkreis Ostprignitz-Ruppin
Die Liste der Naturdenkmale im Landkreis Ostprignitz-Ruppin nennt die Listen  der in den Ämtern, Städten und Gemeinden im Landkreis Ostprignitz-Ruppin in Brandenburg gelegenen Naturdenkmale.
Im Landkreis gibt es über 200 Naturdenkmale. Wegen ihres Umfangs musste die Liste geteilt werden.

## Naturdenkmallisten
| Amt/Stadt/Gemeinde   | Liste                                           |
| -------------------- | ----------------------------------------------- |
| Amt Lindow (Mark)    | Liste der Naturdenkmale im Amt Lindow (Mark)    |
| Amt Neustadt (Dosse) | Liste der Naturdenkmale im Amt Neustadt (Dosse) |
| Amt Temnitz          | Liste der Naturdenkmale im Amt Temnitz          |
| Fehrbellin           | Liste der Naturdenkmale in Fehrbellin           |
| Heiligengrabe        | Liste der Naturdenkmale in Heiligengrabe        |
| Kyritz               | Liste der Naturdenkmale in Kyritz               |
| Neuruppin            | Liste der Naturdenkmale in Neuruppin            |
| Rheinsberg           | Liste der Naturdenkmale in Rheinsberg           |
| Wittstock/Dosse      | Liste der Naturdenkmale in Wittstock/Dosse      |
| Wusterhausen/Dosse   | Liste der Naturdenkmale in Wusterhausen/Dosse   |